# 石田真敏
石田真敏（1952年4月11日—）是日本政治家，現為自由民主党的眾議院議員。曾任和歌山縣海南市長、和歌山縣議会議員、国土交通大臣政務官、財務副大臣，於2018年10月2日起擔任總務大臣、内閣府特命個人號碼制度担当大臣。